# Kyinda
Kyinda (auch Quinda) ist der antike Name einer Burgfeste, die in Kilikien gelegen haben soll. Bis heute jedoch konnte die Lage Kyindas nicht zweifelsfrei nachgewiesen werden.

## Der Diadochenschatz
Laut antiker Überlieferung soll in Kyinda der Schatz Alexanders des Großen (auch Diadochenschatz) aufbewahrt worden sein, wie unter anderem die Geschichtsschreiber Strabon (Geographika 14,5,10) und Diodor berichten. So brachte, laut Überlieferung, der Diadochenherrscher Seleukos I., Begründer der seleukidischen Dynastie, nach Alexanders Tod große Teile von dessen Reichtümern in die Burg von Kyinda. Später sollen in Kyinda die Staatsreserven der Seleukiden gehortet worden sein, da diese in der Seleukiden-Hauptstadt Antiochia am Orontes nicht sicher waren. Dass Alexander für damalige Verhältnisse unermesslich reich gewesen ist und dass es die Schatzburg von Kyinda tatsächlich gab, wird heute wissenschaftlich kaum noch in Frage gestellt, zumal die Diadochen, die direkten Nachfolger Alexanders, ausgesprochen reiche Herrscher waren, die sich unter anderem durch zahlreiche Prunkbauten und Festungsanlagen in antiken Städten verewigten. Zahlreiche Überlieferungen deuten an, dass die Nachfolger Alexanders sich mehrfach an dem Schatz vergriffen und um den Besitz gekämpft haben. Eumenes verschanzte sich laut Plutarch im Gebirge Kilikiens auf der Flucht vor Antigonos I. Monophthalmos, um „aus dem Schatz von Kyinda 500 Talente zu nehmen“ und damit seine Soldaten zu bezahlen. Antigonos bediente sich laut Diodor später selbst mit gleich 10.000 Talenten Silber. Nach heutigen Begriffen ein Milliardenschatz, der aus Tonnen von Edelmetall, Schmuck und Edelsteinen bestanden haben muss. Als Antigonos Sohn zu Seleukos I. überlief, soll er seinerseits dem Schatz 12.000 Talente entnommen haben.

## Archäologische Forschung
Nach Kyinda, insbesondere den dort vermuteten Resten des Alexander-Schatzes und des Staatsschatzes der Seleukiden, wird heute noch gesucht; allerdings auch nach dem Grab des Seleukos, in dem man einen Teil der Schätze vermutet. Mittlerweile gilt die Festungsanlage von Karasis, in den östlichen Ausläufern des Taurusgebirges, als wahrscheinlicher Ort. Dort wurden 1994 die teilweise noch gewaltigen Reste einer Burganlage, bestehend aus einer Ober- und einer Unterburg, in sehr großer Höhe entdeckt. Erst zehn Jahre später begann man mit der systematischen Untersuchung der Anlage unter Beteiligung des Deutschen Archäologischen Instituts Istanbul. Vereinzelt ragt das Mauerwerk bis 15 Meter empor und es ist erstaunlich wie eine derartig große Burganlage von der Wissenschaft über Jahrhunderte nahezu unentdeckt und unbeachtet blieb. Bis heute ist allerdings noch nicht restlos geklärt, um welche Burganlage es sich auf dem fast 1000 Meter hohen Bergrücken handeln könnte, denn es liegen keinerlei Hinweise vor, die der Anlage einen Namen geben. Allerdings hat man in der Burgfeste das Relief eines Elefanten gefunden, das den Verdacht erhärtet, dass es sich um eine seleukidische Anlage handelt, da der Elefant das Wappentier Seleukos’ I. und seiner Nachfolger war und die Kriegselefanten die gefürchtete Waffe der Seleukiden darstellten. Vor allem jedoch wird auch darüber gerätselt, wen oder was diese riesige Burgfeste geschützt hat, da sie – rein strategisch betrachtet – an einem sehr abgelegenen und schwer erreichbaren Ort errichtet und zum anderen deutlich überdimensioniert war.